# Manewr operacyjny
Manewr operacyjny – zorganizowane i celowe przemieszczenie całości lub części związku operacyjnego na kierunku strategicznym lub operacyjnym dla wykonania kolejnych zadań lub osiągnięcia celu operacji. 

## Charakterystyka
Celem manewru operacyjnego może być utworzenie nowego zgrupowania operacyjnego, rozwinięcie powodzenia, przeprowadzenie działań na innym kierunku, stoczenie bitwy spotkaniowej. Może być wykonywany podczas operacyjnego rozwijania sił zbrojnych lub w toku działań wojennych.
Do form manewru w operacji zaczepnej zalicza się uderzenie czołowe, uderzenie skrzydłowe, obejście, oskrzydlenie, uderzenia na kierunkach zbieżnych, w operacji obronnej natomiast przeciwuderzenie, przeciwnatarcie i uderzenie przed przedni skraj obrony.  Może  stanowić integralną część manewru strategicznego.